# Drachen hat nicht jeder (Puppenspiel)
Drachen hat nicht jeder ist ein vierteiliges Puppenspiel der Augsburger Puppenkiste, das erstmals im Jahr 1976 ausgestrahlt wurde. Es basiert auf dem gleichnamigen Kinderbuch von Cecil Scott Forester.

## Handlung

### Folge 1
Der junge Harald Hieronymus Dudu Braun kriecht aus Langeweile im elterlichen Garten in eine Fuchsienblüte und landet dabei in einer bizarren Phantasiewelt. Hier trifft er einen zahmen Drachen und nimmt diesen mit nach Hause. Sein Vater ist dem Neuankömmling gegenüber aufgeschlossen und nennt ihn Horatio Hieronymus Drache, Frau Braun lässt sich erst überzeugen, als Horatio sich im Garten nützlich macht.
Die Brauns besuchen mit Horatio ein Kino, wo er aber vor Aufregung die Leinwand zerstört und einen Feueralarm auslöst. Der Polizist Überzwerch sucht den Drachen daraufhin, der sich in einem Abflussrohr versteckt. Beim Verlassen desselben richtet er einen Straßenschaden an.

### Folge 2
Dudu nimmt Horatio mit in die Schule, wo er die Lehrerin und den inspizierenden Schulrat von seinen Kenntnissen überzeugt. Kurz darauf stiehlt er bei einem Naturkosthändler Melonen und muss den Verlust danach bei diesem abarbeiten. Dabei richtet der Drache aber lediglich weiteren Schaden an. Anschließend arbeitet er in einer Trinkhalle als lebende Werbefigur, nimmt dabei aber soviel Limonade zu sich, dass sein inneres Feuer gelöscht wird. Ein schneller Lauf nach Hause kuriert dies jedoch.

### Folge 3
Aus Aufregung über ein Hörspiel verschluckt Horatio das Radio der Brauns. Ein Zirkusdirektor glaubt daraufhin, dass der Drache singen kann und engagiert ihn. Während der Vorstellung versagen die Batterien, Herr Braun rettet die Situation jedoch, indem er, zur Freude des Publikums, den Direktor selbst zum Singen auffordert. Dank einer Portion Pfeffer niest Horatio das Radio wieder aus. Kurz darauf steigen er und Dudu wieder in die Fuchsie, wo sie einer Drachendame begegnen und diese mitnehmen. Herr Braun nennt sie Irmintrude. Die beiden Drachen machen sich kurz darauf nützlich, indem sie das Wasser eines Sees durch ihr Feuer erwärmen und damit den Stadtbewohnern das Baden ermöglichen. Dudu wird dafür zum Ehrenbürger ernannt. Auf dem Heimweg verursachen die Drachen jedoch ein kleines Verkehrschaos, indem sie einen Tunnel blockieren.

### Folge 4
Irmintrude leidet an Fieber, sodass der Tierarzt Dr. Eschengrüdel eine Schneekur verordnet. Die Brauns fahren daraufhin ins Gebirge, wo die Drachen eine verschneite Straße räumen.
Nach ihrer Rückkehr sorgt Irmintrude erneut für Ärger, als sie Fr. Dockmeuser-Trackenfuß den Kinderwagen samt Sohn Wigbert stiehlt und mit ihm einen Spaziergang unternimmt. Herr Braun macht sie ausfindig und bringt Wigbert zu seiner Mutter zurück, die zwischenzeitlich vom Polizisten Überzwerch als vermeintliche Entführerin verhaftet wurde.
Nach einem Einkaufsbummel, den Irmintrude zu einem Besuch im Schönheitssalon und Horatio für einen weiteren turbulenten Kinobesuch nutzen, nehmen Dudu und die Drachen einen Hausputz zum Anlass, sich erneut in der Fuchsie zu verstecken, wo sie in einen Fluss voller Tinte stürzen. Kurz nach ihrer Rückkehr legt Irmintrude ein Ei, ein für Drachen seltenes Ereignis. Ihre Art, es per Feuerspucken auszubrüten, löst jedoch einen Feuerwehreinsatz aus. Nachdem es über einen längeren Zeitraum derart behandelt wurde, schlüpft Maximilian. Frau Braun möchte eine große Feier organisieren. Um dieser zu entgehen, fährt ihr Mann in Richtung Gebirge, um allein eine Schneekur einzulegen. Auf der Fahrt entdeckt er aber den im Auto versteckten Maximilian.

## Synchronisation
| Rolle                                    | Stimme                   |
| ---------------------------------------- | ------------------------ |
| Harald Hieronymus „Dudu“ Braun           | Florian Strubel          |
| Herr Braun                               | Manfred Jenning          |
| Frau Braun                               | Claudia Hansmann-Strubel |
| Horatio Hieronymus Drache                | Heinz Hermann Bernstein  |
| Feuerwehrhauptmann                       | Gotthard Ebert           |
| Polizist Überzwerch                      | Hanns-Joachim Marschall  |
| Kartenverkäuferin im Kino                | Margot Schellemann       |
| Kinobesitzer                             | Gerhard Jentsch          |
| Lehrerin Melisande Wintergrün            | Gunda Maria Jentsch      |
| Schulrat Dr. Linus Augenpöring           | Gerhard Jentsch          |
| Obsthändler Johann Sebastian Kneufelprüm | Heinz Hermann Bernstein  |
| Alois Hippenbuben                        | Herbert Meyer            |
| Zirkusdirektor Parzival Püfelmus         | Arno Bergler             |
| Amalia Duckmäuser-Trackenfuß             | Christel Peschke         |
| Maximilian Drache                        | Heinz Hermann Bernstein  |

## Veröffentlichungen
Das Stück wurde 1975 gedreht und am 11. Januar 1976 erstmals im ARD ausgestrahlt. Es erschien im Jahr 2006 als Teil einer Kollektion als DVD.
Parallel zum Puppenspiel entstand 1975 ein etwa 28-minütiges Hörspiel, produziert von der Walt Disney Musikverlag GmbH.